# Adolfo Canepa

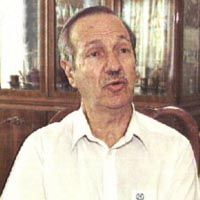
Adolfo Canepa

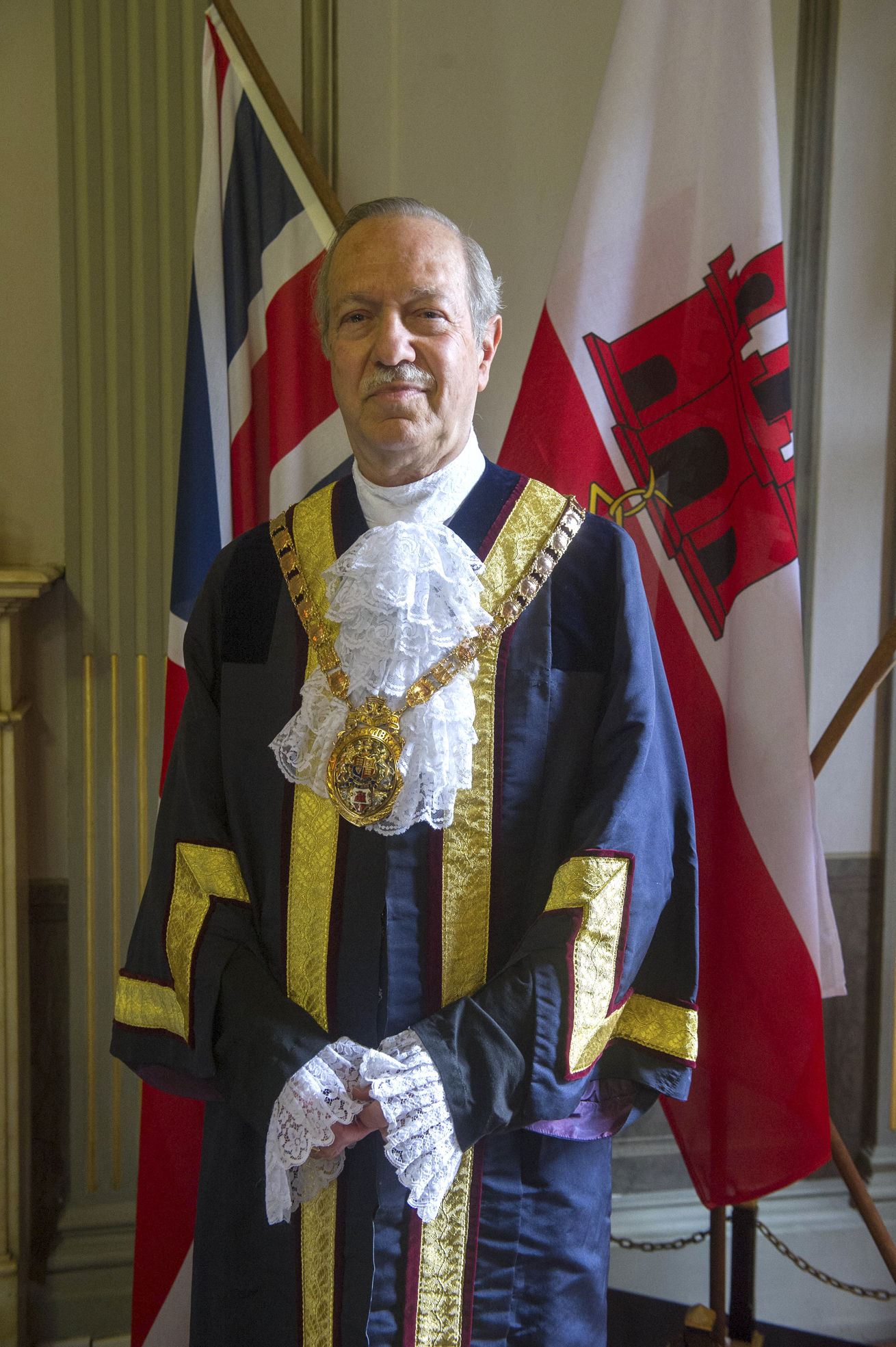
Adolfo Canepa bei der Amtseinführung als Bürgermeister von Gibraltar (2014)

Adolfo John Canepa, OBE, CMG, GMH (* 17. Dezember 1940 in London) ist ein Politiker aus Gibraltar, der zwischen 1987 und 1988 kurzzeitig Chief Minister von Gibraltar war. Von 2012 bis 2019 war er Sprecher (Speaker) des Parlaments (Parliament of Gibraltar)

## Leben
Canepa wurde als Kandidat der Association for the Advancement of Civil Rights (AACR) bei den Wahlen vom 23. Juni 1972 mit dem zweitbesten Gesamtergebnis erstmals zum Mitglied des Versammlungshaus von Gibraltar (Gibraltar House of Assembly) gewählt sowie bei den Wahlen am 29. September 1976, 6. Februar 1980, 26. Januar 1984 sowie am 24. März 1988 wiedergewählt, so dass er dem House of Assembly zunächst bis zum 16. Januar 1992 angehörte.
Am 26. Juni 1972 wurde er von  Chief Minister Joshua Abraham Hassan zum Minister für Arbeit und soziale Sicherheit (Minister for Labour and Social Security) in dessen zweites Kabinett berufen. Zugleich bekleidete er als Nachfolger von Alfred J. Vasquez zwischen 1976 und seiner Ablösung durch Horace J. Zammit 1978 erstmals das Amt des Bürgermeisters von Gibraltar. Das Amt als Minister für Arbeit und soziale Sicherheit bekleidete er vom 6. Oktober 1976 bis zum 28. Februar 1980 auch im dritten Kabinett Hassan und war im Anschluss vom 28. Februar 1980 bis zum 1. Februar 1984 Minister für wirtschaftliche Entwicklung, Handel, Arbeit und soziale Sicherheit (Minister for Economic Development, Trade & Labour and Social Security) im vierten Kabinett Hassan. Am 1. Februar 1984 übernahm er im fünften Kabinett Hassan den Posten als Minister für wirtschaftliche Entwicklung und Handel (Minister for Economic Development and Trade).
Nachdem Hassan am 8. Dezember 1987 nach der Unterzeichnung eines Abkommens zwischen dem Vereinigten Königreich und Spanien über die gemeinsame Nutzung des Flughafens von Gibraltar aus persönlichen Gründen zurückgetreten war, übernahm Adolfo Canepa am 8. Dezember 1987 selbst das Amt des Chief Minister von Gibraltar. Bei den Wahlen vom 24. März 1988 erlitt die Association for the Advancement of Civil Rights eine Niederlage und erhielt nur noch sieben der 15 Parlamentssitze. Daraufhin wurde der bisherige Oppositionsführer Joe Bossano von der Gibraltar Socialist Labour Party (GSLP) am 25. März 1988 neuer Chiefminister, während Canepa neuer Oppositionsführer (Leader of the Opposition) wurde.
Nachdem Haresh Budhrani am 28. September 2012 zurückgetreten war, wurde Canepa am 28. Oktober 2012 von den Mitgliedern des House of Assembly zum neuen Parlamentssprecher (Speaker) gewählt und bekleidet dieses Amt bis 2019. Am 2. April 2014 übernahm er als Nachfolger von Anthony Lima abermals das Amt des Bürgermeisters von Gibraltar ein und hatte dieses bis zum 4. April 2017 inne, woraufhin Kaiane Aldorino, die ehemalige Miss Gibraltar sowie Miss World 2009, am 5. April 2017 seine Nachfolge antrat. Für seine Verdienste wurde ihm das Offizierskreuz des Order of the British Empire (OBE) sowie die Gibraltar Medallion of Honour (GMH) verliehen.